# Жемайтская лошадь
Жема́йтская ло́шадь, или жема́йтец, жема́йтукас (лит. Žemaitukai) — порода лошадей, выведенная на территории современной Литвы. Название происходит от этнического названия жителей Западной Литвы — жемайты. Порода известна с VI-VII века, использовалась в качестве боевого коня у литовцев во время Северных крестовых походов. В Литве почитается, как часть исторического наследия государства. Точное происхождение неизвестно, но связано с коренными дикими лошадями и  польской породой  Коник, обе породы которых, вероятнее всего, произошли от тарпанов. Основе породы также способствовала Тракененская лошадь. Ранее популярная порода, была доведена до грани вымирания, с изменением условий ведения сельского хозяйства и в ходе Второй мировой войны. К 2010—11 годам численность поголовья составляла около 400 голов.

## История породы
Жемайтская лошадь, известная в письменных источниках с VI века, как отличный боевой конь, прославилась во время Северных крестовых походов. На лошадях этой породы литовский князь Витовт принимал участие в Грюнвальдской битве.
На протяжении веков, порода изменялась под влиянием татарских, русских, польских, и других лошадей. Некогда широко распространённая порода, оказывалась на грани исчезновения несколько раз. В XIX веке, с появлением новой сельскохозяйственной техники, требовались лошади более высокие и крепкие. По этой причине жемайтца скрещивали с тракенской и арабской, что послужило угрозой чисто жемайтской породе лошади. Чистота породы была спасена родом Огинских, которые организовали Общество разведения жемайтца в городах Расейняй, Плунге и Ретавас между 1881 и 1890 годами. Огинские выставляли жемайтских лошадей на Международной выставке сельского хозяйства в Париже в 1900 году, где лошади завоевали две золотые и одну серебряную медали.
В конце Второй мировой войны немцы вывезли всех жемайтских лошадей из конного завода в Грузджае.
В 1958 году один конь бы найден в Ужвентисе. Конь был перевезён в Вильнюс на государственный конный завод, где было выведено новое поколение жемайтской лошади.
Новый, третий раз, когда порода оказалась на грани исчезновения стало время распада СССР и деколлективизации в 1990 году. Лошади, принадлежавшие колхозам, были переданы частным владельцам, которые зачастую проявляли мало интереса к сохранению породы. Так, в 1994 году, осталось только 30 взрослых особей. К счастью, вильнюсский государственный конный завод сохранил своих лошадей и остался главным центром их разведения. Так, в 2010 году, на нём было 98 жемайтских лошадей.

## Особенности и характеристика породы
В XIX веке к жемайтцу добавились арабские крови, добавив лошади очертания арабского типа головы, а также характерные  формы арабского профиля. Влияние арабской крови привело к появлению двух подвидов жемайтца: лошади арабского происхождения считаются более пригодными для верховой езды, в то время как другой подтип, более тесно связанный с коренными лошадьми, лучше адаптирован к сельскохозяйственным работам. После Второй мировой войны различия стали более приглушёнными. Лошадь была преднамеренно скрещена с Северной шведской лошадью, с целью увеличения размера и объёма лошади, чтобы была возможность их использования как для работы, так и для верховой езды.
Пони сами по себе крепкие, обладают отличной выносливостью, устойчивостью к болезням, и покладистым темпераментом. В настоящее время жемайтца выращивают для многоцелевых решений: для езды, использования в сельскохозяйственных работах. Сегодня переходят к более светлым породам, выращивая её как спортивную лошадь.
Как правило, жемайтец с характерной тёмной полосой на спине. Окрас лошадей может быть гнедой, лавровый, вороной, или соловый с переливом золотого. Рост жемайтской лошади обычно 1,28—1,42 м (4 фута 2 дюймов — 4 фута 8 дюймов) в холке, что делает её наиболее высокой среди пород пони.
Проведённые генетические исследования показали, что лошадь обладает уникальными характеристиками. Исследования материнской ДНК указали, что одним из своих гаплотипов, лошадь схожа с гаплотипом породы на северо-востоке Европы . Во время исследований в 2004 году, учёные обнаружили аллели Т, которые распространены среди жемайтской лошади, и наблюдаются только у нескольких пород, среди всех других исследованных пород лошадей. Миссия ФАО на конференции для стран Центральной и Восточной Европы признала Жемайтскую лошадь, как международно признанную породу, и включила её в ФАО Всемирный перечень  пород домашних животных.

## Проект «2000 километров истории»
В сентябре-октябре 2010 года стартовал проект «2000 километров истории» с целью популяризации жемайтской лошади. Смысл проекта заключался в конном походе на жемайтской лошади проехать тысячи километров через Литву, Беларусь и Украину, легендарным маршрутом князя Витовта, правителя Великого княжества Литовского, который, по легенде, поил своих лошадей в Чёрном море .
Поход длился 38 дней. В нём приняли участие десять человек (одетых, как средневековые рыцари) — восемь мужчин и две женщины. Организатор – биснесмен Гедрюс Климкявичус. Среди них был и вице-мэр Вильнюса Гинтаутас Бабравичус, члены Лаздияйского конного клуба (Видас Кулокас и др.). Коней было 15 (5 запасных). Акцию приурочили к 600-летию Грюнвальдской битвы.
Поездка началась 8 сентября с литовского города Тракай. В походе конников сопровождали кузнец, ветеринар, повар, телевизионная съёмочная группа, ответственные за маршрут.
Маршрут следования бы следующий: Тракай – Вильнюс – Норвилишки – Ольшаны – Крево – Новогрудок – Ружаны – Луцк –Кременец – Каменец-Подольский – Очаково.
В конце экспедиция, развернув старинный флаг, прямо на лошадях зашла в море, и кони испили воду из Чёрного моря. Так же к морю была доставлена земля с места рождения князя Витовта.